# Stella Maris
Stella Maris er en amerikansk stumfilm fra 1918 af Marshall Neilan.

## Medvirkende
- Mary Pickford - Stella Maris
- Ida Waterman - Lady Eleanor Blount
- Herbert Standing - Oliver Blount
- Conway Tearle - John Risca
- Marcia Manon - Louise Risca